# Secolul al II-lea

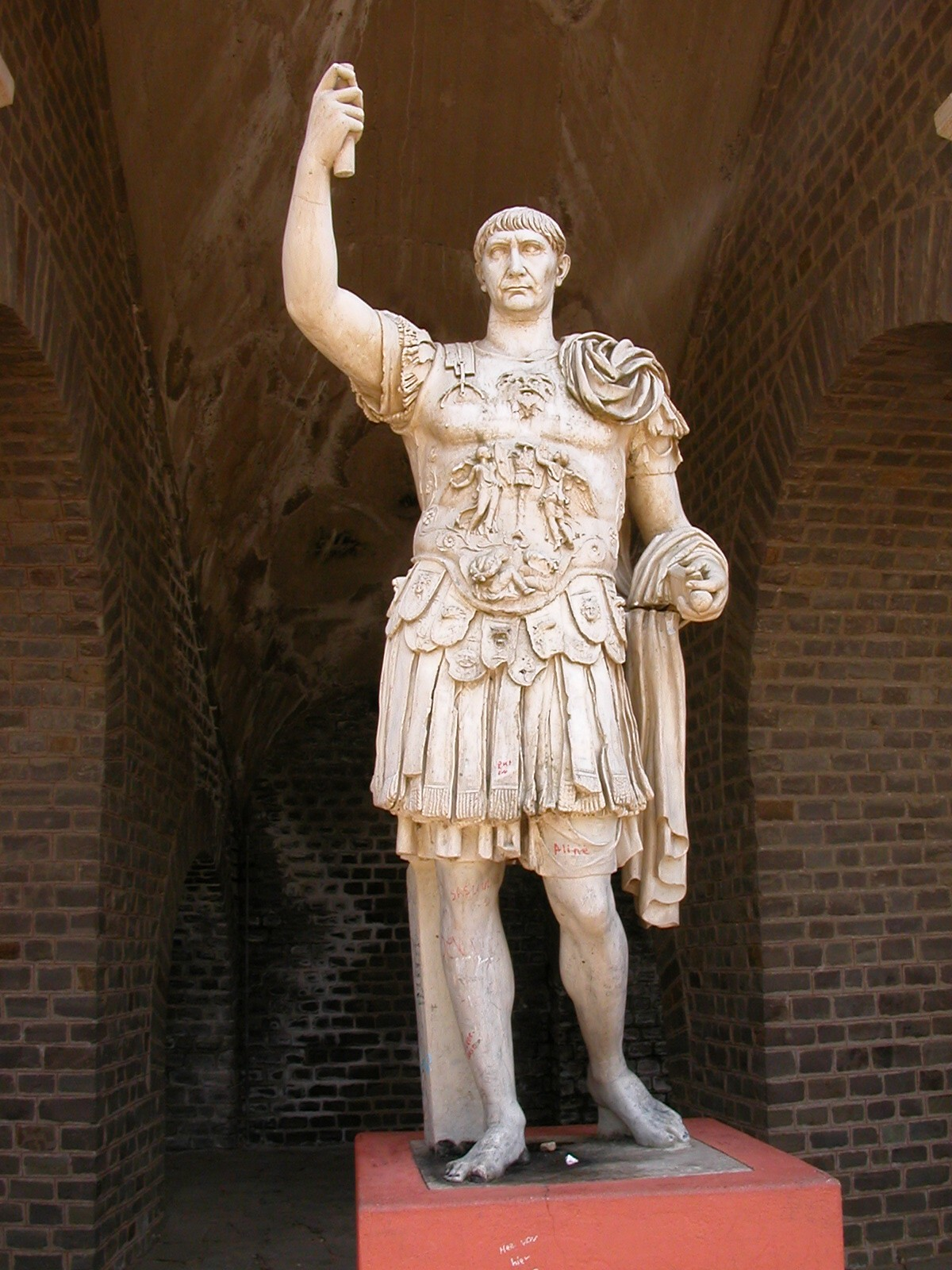
Traian – personalitatea secolului II

Secolul al II-lea a început din 101 și a durat până în anul 200, în conformitate cu calendarul iulian. 
La începutul secolului, Imperiul Roman a atins cea mai mare expansiune, sub împăratul Traian. După moartea sa, a preluat o poziție defensivă. Imperiul a devenit prosper sub domniile celor 5 împărați buni. În timpul domniei lui Hadrian, după revolta lui Bar Kohba, evreii au fost anihilați sau alungați din Iudeea. Ultimul sfert al secolului se încheie cu pace și prosperitate, cunoscut sub numele de Pax Romana. La moartea împăratului Marcus Aurelius, ultimul dintre cei "cinci împărați buni", perioada prosperă se încheie odată cu obținerea tronului de către Commodus.
Dinastia Han din China, și-a extins influența imperială în Asia Centrală în prima jumătate a secolului. Dar spre a doua jumătate a secolului II, rebeliunile și corupția s-au extins.

## Evenimente

Războaiele daco-romane prezentate pe reliefurile Columnei lui Traian

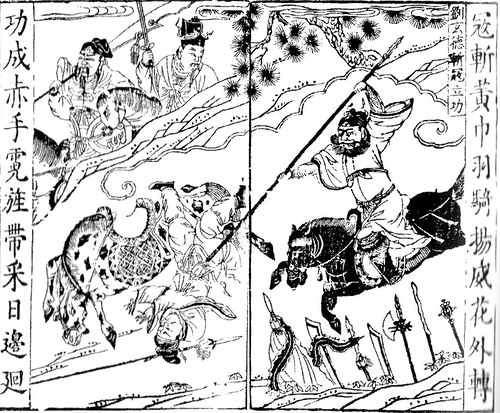
Răscoala Turbanelor Galbene

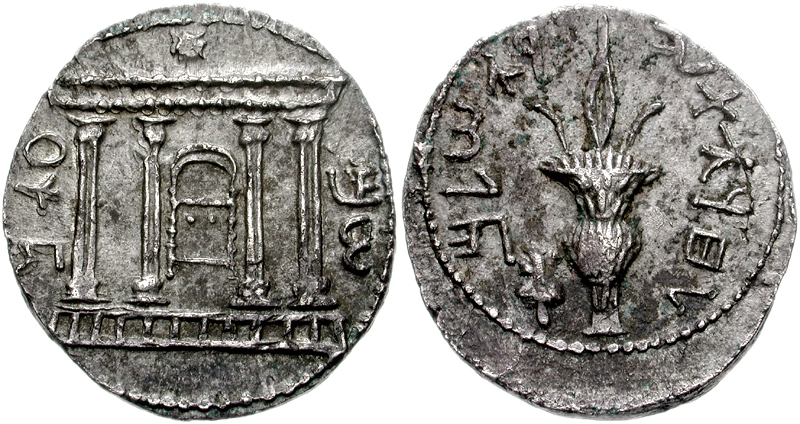
Răscoala condusă de Bar-Kochba

- Imperiul Roman guvernat de "Cinci Împărați Buni" (96 - 180) - Nerva, Traian, Hadrian, Antoninus Pius, Marcus Aurelius.
- Războaie daco-romane (101-102 și 105-106).
- 101:Prima campanie de cucerire a Daciei de către Traian.
- 102:Decebal cere pace de la Traian în iarna anului 102, când forțele armatei romane ajunseseră în Dacia în preajma Sarmisegetuzei, iar în primăvară armata romană cucerește Banatul, Oltenia, sudul Moldovei și sud-estul Transilvaniei.
- 105:Traian începe a doua sa campanie de cucerire a Daciei.
- 106:Traian îl înfrânge pe regele dac Decebal, iar Dacia devine o provincie romană până în 271-275.
- 112:Regele Jima îl urmează pe Regele Pasa la conducerea Coreei.
- Tacitus este Guvernator al provinciei Romane Anatolia din Asia.
- 113: Construcția Columnei lui Traian este finalizată la Roma.
- 114:Împăratul Traian inițiază ultimul efort ofensiv roman în Orient, atacând Parția.
- 117:Hadrian devine împărat al Imperiului Roman după moartea tatălui său adoptiv, Traian. El cedează cuceririle romane din Mesopotamia parților.
- 131:Roșia Montană era cunoscută sub numele de Alburnus Maior. Primul document în care s-a specificat acest nume este o tablă din ceară ce datează din 6 februarie 131.
- 132 - 135: revolta lui Bar-Kochba împotriva Romei.
- 144: Marcion de Sinope, respins de Biserica de la Roma și fiind acuzat de erezie, a fondat curentul creștin- Marcionismul.
- 148: Antoninus Pius sărbătorește cea de-a 900-a aniversare a fondării Cetății Eterne.
- 31 august 161: Commodus, împărat roman din 180 până în 192.
- 165–180: Ciuma Antonina

Războiul marcoman 166-180:
- 167 - 175: Primul Război marcoman
- 178 - 180: Al doilea război marcoman
- 184 - 205: Răscoala Turbanelor Galbene în China
- 193:Anul celor cinci împărați: Pertinax, Didius Julianus, Pescennius Niger, Clodius Albinus și Septimius Severus.

## Oameni importanți
- Apolodor din Damasc-arhitect sirian
- Cai Lun, inventator chinez
- Galen, scriitor de medicină
- Ireneu de Lyon-episcop
- Pliniu cel Tânăr-consul roman
- Plutarh-istoric grec
- Ptolemeu-geograf, astronom și astrolog grec
- Traian-împărat roman
- Hadrian-împărat roman
- Antoninus Pius-împărat roman
- Marcus Aurelius-împărat roman
- Commodus-împărat roman
- Septimius Severus-împărat roman
- Abascantus-doctor
- Rabbi Akiva-lider evreu
- Rabbi Yehuda haNasi-prințul iudeilor
- Galen-medic scriitor
- Sfântul Ignatie-al treilea episcop din Antioch
- Juvenal-poet satiric roman
- Montanus-eretic creștin
- Nagarjuna-călugar budist și fondatorul curentului budist Madhyamaka
- Suetonius-istoric roman
- Valentinius-filozof
- Victor I-papă
- Zhang Daoling-chinez taoist pustnic
- Zhang Heng:poet, inventator, astronom, geograf, și inginer
- Zhang Zhongjing: medic renumit al dinastiei Han
- Aulus Gellius-erudit și critic latin: Noctes Atticæ ("Nopți atice")
- Apuleius-scriitor latin: „Metamorfozele” (sau Măgarul de aur)

## Războaiele și bătăliile secolului

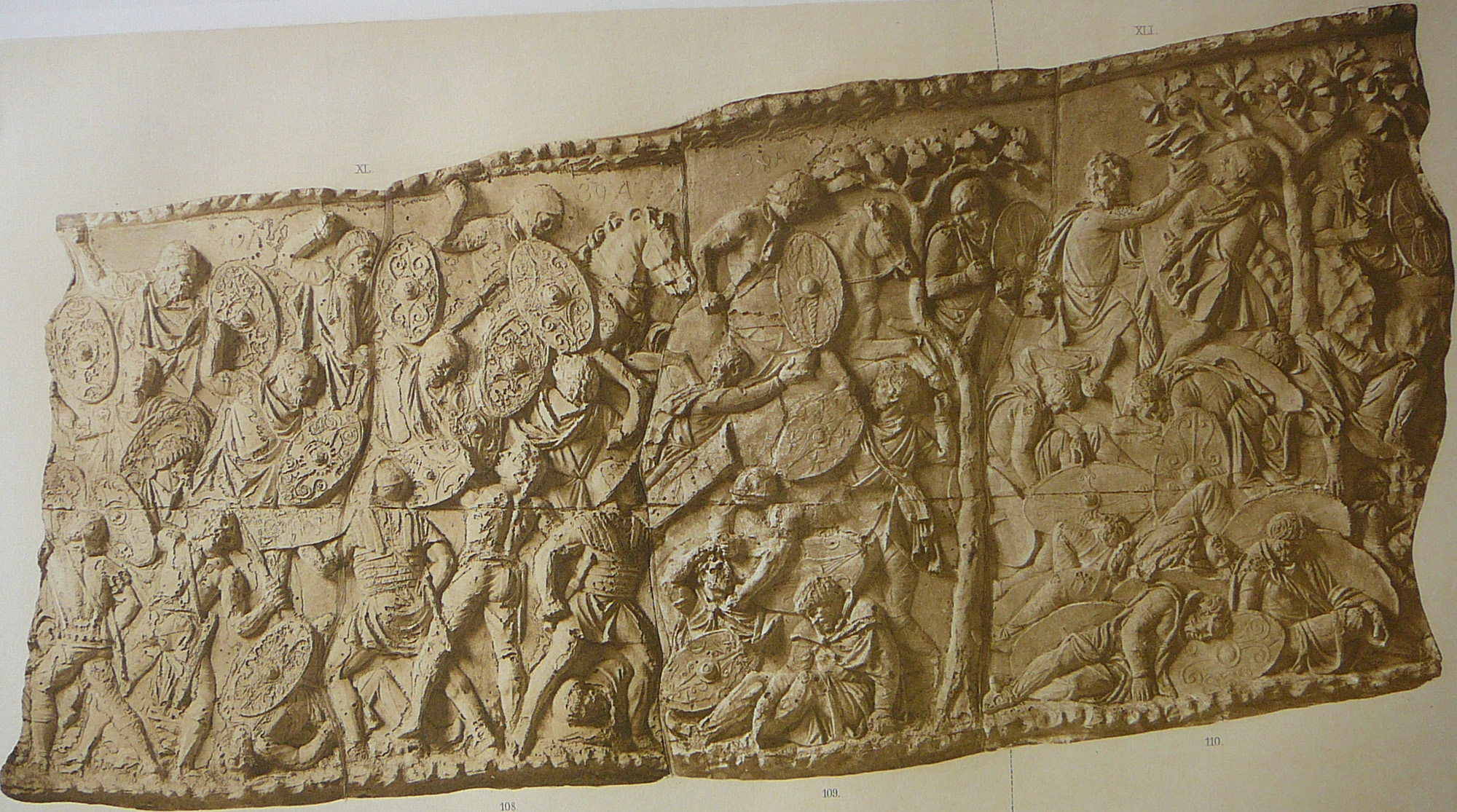

| Început | Sfârșit | Conflictul                         | Combatanți         | Combatanți                                                 |
| Început | Sfârșit | Conflictul                         | Tabăra victorioasă | Tabăra învinsă                                             |
| ------- | ------- | ---------------------------------- | ------------------ | ---------------------------------------------------------- |
| 101     | 102     | Primul război daco-roman           | Imperiul Roman     | Dacia                                                      |
| 105     | 106     | Al doilea război daco-roman        | Imperiul Roman     | Dacia                                                      |
| 115     | 117     | Războiul Kitos                     | Imperiul Roman     | Evreii din Cipru, Cyrenaica, Egipt , Mesopotamia și Iudaea |
| 132     | 136     | Revolta lui Bar Kokhba             | Imperiul Roman     | Iudeea                                                     |
| 161     | 166     | Războiul Romano-Part               | Imperiul Roman     | Partia                                                     |
| 166     | 180     | Războaiele Macroromanice           | Imperiul Roman     | Macroromani                                                |
| 184     | 205     | Răscoala Turbanelor Galbene        | Dinastia Han       | Rebelii                                                    |
| 190     | 191     | Campanie împotriva Dong Zhuo       |                    |                                                            |
| 194     | 199     | Campania lui Sun Ce's în Jiangdong |                    |                                                            |

| An  | Batalie                       | Rezumat                                                                                            |
| --- | ----------------------------- | -------------------------------------------------------------------------------------------------- |
| 101 | A doua bătălie de la Tapae    | Prima victorie a împăratului Traian împotriva lui Decebal.                                         |
| 102 | Bătălia de la Adamclisi       | Traian îi învinge pe daci, roxolani și bastarni                                                    |
| 106 | Bătălia de la Sarmizegetusa   | Traian asediază și cucerește cetatea Sarmizegetusa                                                 |
| 165 | Bătălia de la Ctesiphon       | Romanii conduși de Avidius Cassius îi înving pe Parti, slăbindu-le imperiul.                       |
| 190 | Bătălia de la Xingyang        | Dong Zhuo îl învinge pe Cao Cao                                                                    |
| 191 | Bătălia de la Jieqiao         | Infanteria lui Yuan Shao învinge cavaleria condusă de Gongsun Zan                                  |
| 191 | Bătălia de la Yangcheng       | Yuan Shao a fost înfrant de Sun Jian                                                               |
| 191 | Bătălia de la Xiangyang       | Liu Biao îl învinge pe Sun Jian                                                                    |
| 193 | Bătălia de la Cyzicus         | Septimius Severus, noul împărat, îl învinge pe rivalul său răsăritean, Pescennius Niger            |
| 193 | Bătălia de la Nicaea          | Severus își învinge din nou rivalul                                                                |
| 193 | Bătălia de la Fengqiu         | Cao Cao îl învinge pe Yuan Shu                                                                     |
| 194 | Bătălia de la Issus (194)     | Severus îl învinge pe Niger pentru ultima dată                                                     |
| 194 | Bătălia din provincia Yan     | Cao Cao și Lü Bu luptă pentru controlul regiunii                                                   |
| 197 | Bătălia de la Lugdunum        | Septimius Severus își ucide rivalul, Clodius Albinus, preluând un control suprem asupra imperiului |
| 197 | Bătălia de la Wancheng        | Cao Cao duge după atacul condus de Zhang Xiu                                                       |
| 198 | Bătălia de la Ctesiphon (198) | Septimius Severus cucerește capitala Imperiului Parthian, ceea ce duce la apariția sasasinizilor   |
| 198 | Bătălia de la Xiapi           | Cao Cao și Liu Bei înving forțele lui Lü Bu                                                        |
| 199 | Bătălia de la Yijing          | Forțele lui Yuan Shao înving forțele lui Gongsun Zan                                               |

## Minunile arhitecturale ale secolului
- 107 - 117 d.Hr: Forum Traiani, ultima lucrare realizată de Apolodor din Damasc.
- 113: Construcția Columnei lui Traian este finalizată la Roma.
- 126: Panteonul este reedificat de Hadrian. Presupusul constructor al Panteonului este Apolodor din Damasc, arhitectul împăratului Traian. Împăratul Hadrian a fost cel care i-a cinstit amintirea lui Agrippa și a scris pe frontispiciul noului Pantheon însemnele M. AGRIPPA COS TERTIUM FECIT (M. Agrippa l-a făcut).
- 193: Este finalizata columna lui Marcus Aurelius
- 120 d.H.-128 d.H./130 d.H.: Zidul lui Hadrian este finalizat în Anglia romană, la ordinele împăratului Hadrian

## Invenții, descoperiri
- Ptolemeu creează un catalog al stelelor vizibile cu ochiul liber.
- 138: primul aparat din lume pentru monitorizarea cutremurelor de pământ, inventat de Zhang Heng. Instrumentul a reușit să înregistreze un seism produs în Shaanxi.
- Zhang Heng a construit o sferă armilară (pusă în mișcare de forța apei și care indică destul de corect poziția Soarelui și a celorlalte corpuri cerești)
- 105: China: Cai Lun inventează hârtia[1]
- 180: Ding Huan (China) inventează:
  - strămoșul ventilatorului: un fel de evantai rotitor
  - un dispozitiv de vânturare a semințelor
- 200:
  - China, lanterna Kongming: balon cu aer cald prevăzut cu un felinar cu tub de bambus în care ardea ceară
  - potcoavele în zona Germaniei

## Decenii și ani
| Anii 90  | 90  | 91  | 92  | 93  | 94  | 95  | 96  | 97  | 98  | 99  |
| Anii 100 | 100 | 101 | 102 | 103 | 104 | 105 | 106 | 107 | 108 | 109 |
| Anii 110 | 110 | 111 | 112 | 113 | 114 | 115 | 116 | 117 | 118 | 119 |
| Anii 120 | 120 | 121 | 122 | 123 | 124 | 125 | 126 | 127 | 128 | 129 |
| Anii 130 | 130 | 131 | 132 | 133 | 134 | 135 | 136 | 137 | 138 | 139 |
| Anii 140 | 140 | 141 | 142 | 143 | 144 | 145 | 146 | 147 | 148 | 149 |
| Anii 150 | 150 | 151 | 152 | 153 | 154 | 155 | 156 | 157 | 158 | 159 |
| Anii 160 | 160 | 161 | 162 | 163 | 164 | 165 | 166 | 167 | 168 | 169 |
| Anii 170 | 170 | 171 | 172 | 173 | 174 | 175 | 176 | 177 | 178 | 179 |
| Anii 180 | 180 | 181 | 182 | 183 | 184 | 185 | 186 | 187 | 188 | 189 |
| Anii 190 | 190 | 191 | 192 | 193 | 194 | 195 | 196 | 197 | 198 | 199 |
| Anii 200 | 200 | 201 | 202 | 203 | 204 | 205 | 206 | 207 | 208 | 209 |